# Эгеон (спутник)
Эгеон (лат. Aegaeon, от др.-греч. Αἰγαίων) — спутник Сатурна. Открыт 15 августа 2008 года с помощью снимков автоматического космического аппарата Кассини — Гюйгенс. Является 53-м спутником Сатурна. Кодовое обозначение S/2008 S 1.
Орбита Эгеона находится в орбитальном резонансе с другим спутником Сатурна — Мимасом в соотношении 7:6, который вызывает 4-летние 4-километровые колебания большой полуоси Эгеона.
- Эгеон вращается вокруг Сатурна на расстоянии 167 425 км[2].
- Период обращения — 0,808 дня[2].
- Наклонение — 0,001° к экватору Сатурна[2][1].
- Эксцентриситет орбиты — 0,0002[2][1].
- Диаметр — 0,25 км[1].

Спутник назван в честь одного из Гекатонхейров в древнегреческой мифологии — Эгеона, чудовища с сотней рук и 50 головами.

## Физические свойства
Эгеон является самым маленьким известным спутником Сатурна среди находящихся вне его колец. Имеет сильно вытянутую форму (1.4 km × 0.5 km × 0.4 km). Имеет крайне низкое альбедо — 0.15; это может быть связано либо с более темным метеоритным материалом, составляющим пыль в кольце G, либо с тем, что богатая льдом поверхность спутника была разрушена и сохранилось только каменистое ядро.